# Jānis Klovāns
Jānis Klovāns (* 9. April 1935 in Ruba, Bezirk Saldus; † 5. Oktober 2010 in Riga) war ein lettischer Schachgroßmeister.

## Leben
Jānis Klovāns erlernte das Schachspiel im Alter von 14 Jahren. Später absolvierte er ein Studium der Wirtschaftswissenschaften und war viele Jahre in der Sowjetarmee, deren Schachmeisterschaft er mehrfach gewann. Als Militärangehöriger konnte er in dieser Zeit keine Turniere außerhalb der Staaten des Warschauer Paktes spielen.
Die Meisterschaft der lettischen SSR konnte er insgesamt neunmal für sich entscheiden (1954, 1962, 1967, 1968, 1970, 1971, 1975, 1979 und 1986). Außerdem nahm er an mehreren sowjetischen Meisterschaften teil.
Für Lettland spielte er bei zwei Schacholympiaden, nämlich 1992 als zweiter Reservespieler in Manila (+0 =2 −0) und im Jahre 2000 am 3. Brett in Istanbul (+5 =4 −4).
Seine größten Erfolge feierte er allerdings bei den Senioren-Schachweltmeisterschaften. In den Jahren 1997, 1999 und 2001 wurde er jeweils Schachweltmeister der Senioren.
Internationaler Meister wurde er 1976. Aufgrund des Gewinnes der Schachweltmeisterschaft der Senioren 1997 in Bad Liebenzell erhielt er 1998 den GM-Titel. Dazu bekam er 2001 den GM-Titel im Fernschach.
Aus seinem Leben als Schachspieler erzählte Klovans in einem Interview mit Harald Grafenhofer während der Seniorenweltmeisterschaft 1998 in Grieskirchen. Im Jahr darauf gewann er in Gladenbach die Schachweltmeisterschaft der Senioren 1999.
Er war mit der sechsfachen lettischen Frauenmeisterin Astra Klovāne verheiratet und hatte zwei Töchter.
In der niederländischen Meesterklasse spielte er von 2004 bis 2006 und in der Saison 2009/10 beim HMC Calder, in der tschechischen Extraliga spielte er von 2000 bis 2002 für den ŠK DP Holdia Prag, mit dem er 2001 Meister wurde, und in der Saison 2004/05 für den ŠK Sokol Kolín.